# ステルス機

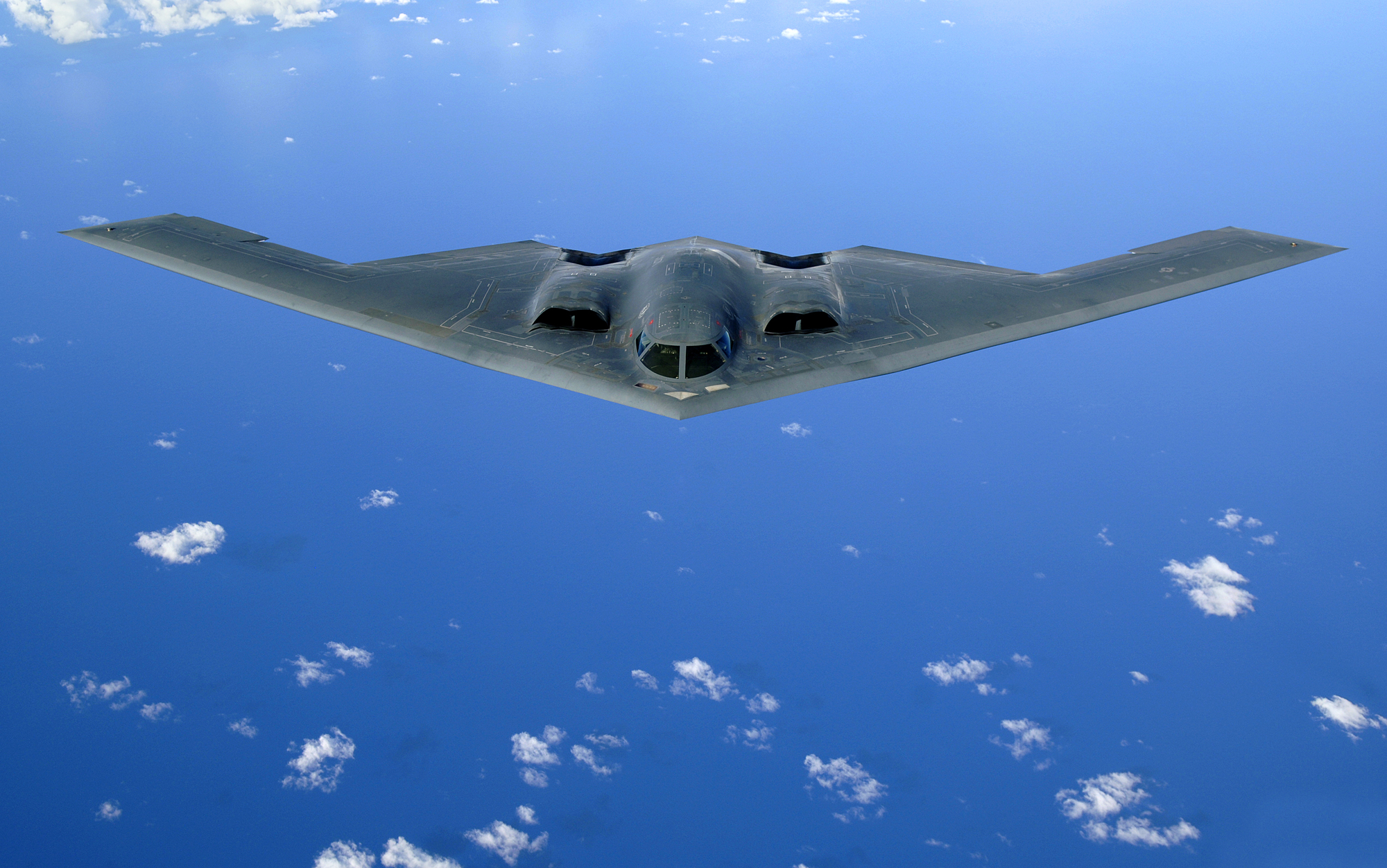
ステルス爆撃機のB-2

ステルス機（ステルスき、英:stealth aircraft）とは、レーダー等のセンサー類から探知され難くする軍事技術であるステルス性を有する航空機のことである。

## ステルス機の欠点と制限
空力的不安定性
ステルス機はレーダー反射断面積（RCS）を減少させるために、空力的洗練度は犠牲にした造形とせざるを得ない。このため機体制御が困難になりやすく、この解決には高性能な機体制御系統やフライ・バイ・ワイヤなどの最先端技術が必要となる。
電波使用制限
レーダーなどを使用し自ら電波を発信すると、逆探知されてしまい、せっかくのステルス性が台無しになる。このためステルス機は、ごく短時間、必要なときだけ標的周辺にのみレーダー波を照射するに留めるなど、電子機器の使用が大きく制限される。
搭載量
爆弾やミサイルなどを機外装着すると、RCSが増大してステルス性が失われる。このため、ステルス性維持の為、兵器を全て機内格納する必要があり、同じ大きさの非ステルス機に対し兵装搭載量が少なくなりがちである。
維持費

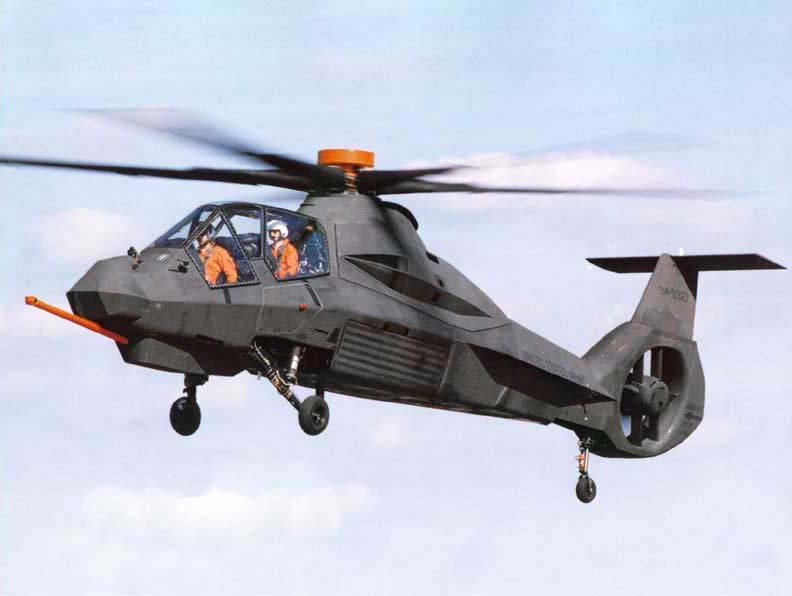
RAH-66。ステルスヘリコプターとして開発されたが未採用に終わった。

高度なステルス性を維持するには、常に機体表面の研磨や電波吸収性塗料による塗装が必要不可欠である。この為、維持費・整備費が高価になる。
領空侵犯への対応
領空侵犯に対するスクランブル任務は、相手に自らの姿（武装を含め）を見せて警告を行うため、レーダーに映りにくい、武装を機内に収納する傾向があるステルス機には不向きである。また、スクランブル時に同世代の非ステルス機と対峙した場合には、運動性能に劣るステルス機側がドッグファイトで後手を踏む可能性も生じる。

## 歴史

### 第二次大戦

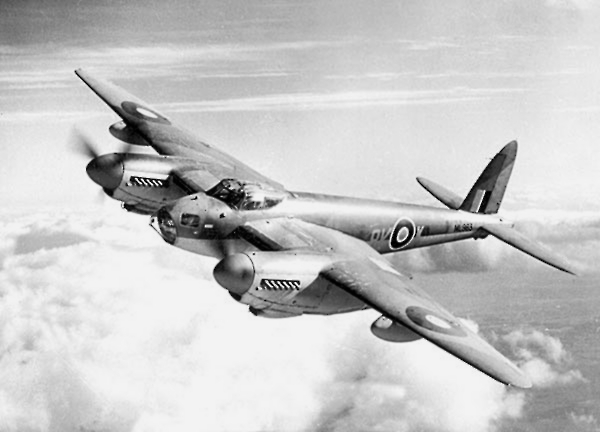
英空軍戦闘機デ・ハビランド モスキート

ステルス技術は、レーダーが使われ始めた第二次世界大戦の頃から研究され始めた。
当時イギリスでは鉱物資源の不足が心配されていたため、木製フレームに合板を張り合わせた爆撃機、デ・ハビランド モスキートが開発された。だが、木材を使用したことでレーダーから探知されにくいという副次効果を生んだ。同時期のソ連軍戦闘機・双発爆撃機にも木製機が多かったが、ステルス性については明確に記録されていない。同様の理由（資源不足）から日本やドイツでも木製航空機が試作されたが、組み立てに用いる接着材の問題などから事故も発生した。また当時すでに主流だったジュラルミン製の機体設計を元に木製化すると重量が増加したため、ごく一部を除いて実用化はされなかった。
実用化には至らなかったが、ドイツが開発した全翼機のホルテン Ho229は、主翼前縁にレーダー波吸収を企図してカーボン塗料を塗布し、エンジンを上面に配置して排熱を抑制するなど、意図してステルス対策を施された初の飛行機だった。このため本機は、ステルス機F-117の開発に際しても参考とされた。

### ステルス黎明期
1957年から1961年にかけて、ソビエト連邦の科学者ピョートル・ウフィムツェフによって物理光学的回折理論が開発され、1962年にはそれまでの仕事をまとめた「回折理論による鋭角面の電波の解析」という論文が発表された。これが米空軍により英訳され、電波反射が解析不能だった部分の計算が可能となった。これ以前は、機体形状については「実際に作って飛ばしてみたらレーダーに映りにくかった」というケースがほとんどであった。
また、アメリカ軍では入手したソ連製輸送機An-2を実際に演習場内で飛ばして自軍のレーダーがどの程度探知できるかを調べたり、繊維強化プラスチック製のYE-5で電波反射特性の調査を行った。
ベトナム戦争や第四次中東戦争で、ソ連製地対空ミサイルによって多くの航空機を損失した事も、アメリカ軍のステルス機開発を後押しした。敵がその存在を探知できないステルス機が実現すれば、対空ミサイルや迎撃戦闘機を管制する対空レーダーは無力化し、その存在意義はなくなる。ステルス機は従来の戦術思想を覆す革命的なシステムと期待された。

### 本格的なステルス機の登場

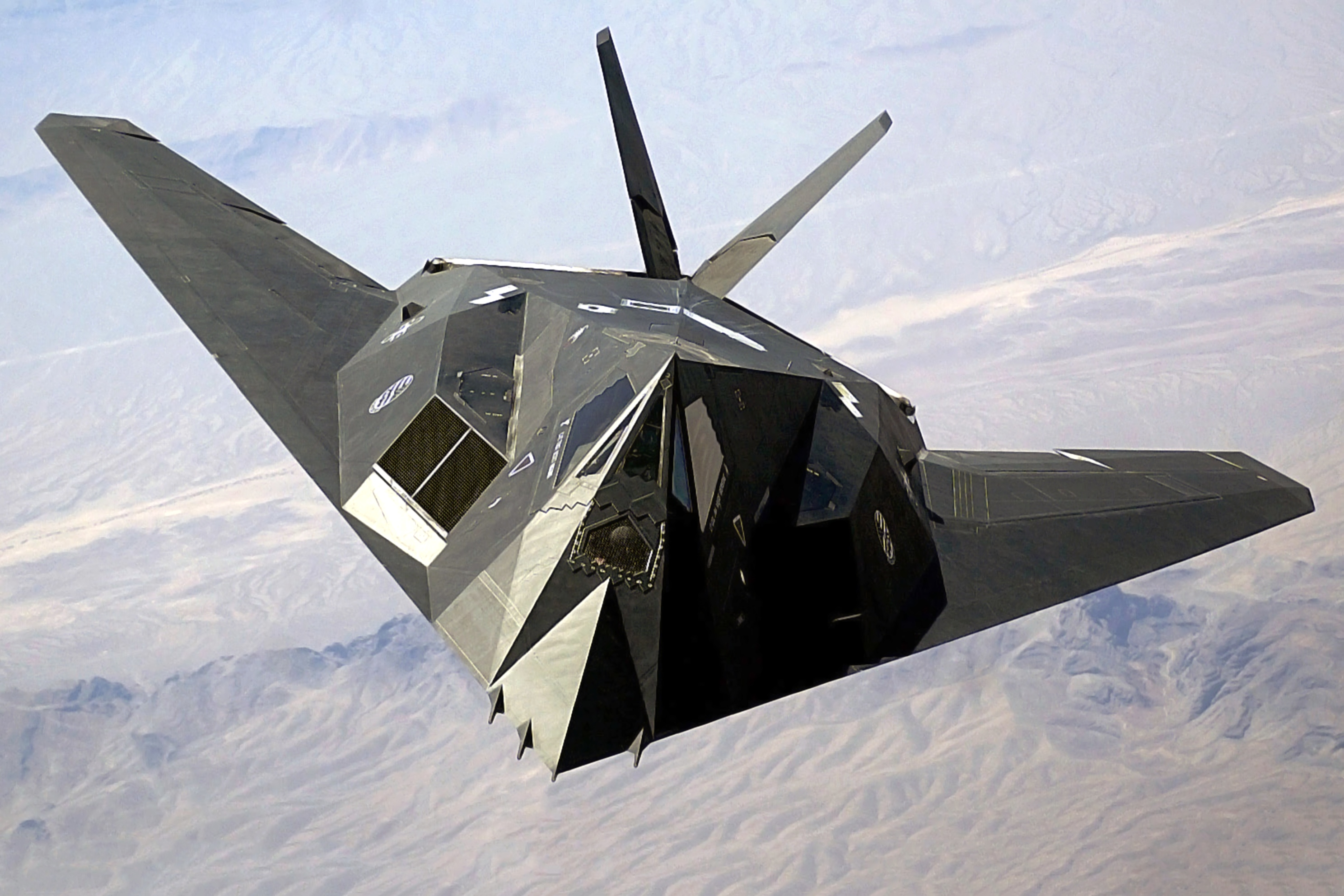
F-117（2002年）

そしてアメリカでは、ロッキード社のスカンクワークスが開発したステルス実験機「ハブ・ブルー」をもとに、1981年に世界初の本格的な実用ステルス機、F-117が開発された。これ以降、F-22やSu-57といったステルス戦闘機、B-2やPAK DAといったステルス爆撃機が開発されるに至った。
だが、ステルス性重視の機体設計と空気力学的に優秀な機体形状の要求は背反することが多い。また、電波吸収材の利用やその性能にも限度がある。2000年代末の今では、ステルス性を求めた為に空気力学的に不安定になった機体を、CCV技術やフライ・バイ・ワイヤなどの高度なエレクトロニクスによって補い、操縦安定性を確保する事が必須となっている。
被発見率を下げる設計を指した言葉としてステルスという言葉が使われたのは、F-117の広報リリースが最初だと思われる。ただしF-117が登場した当時は情報公開などもあまりなく、都合のいいスペックや戦果が頻繁に誇張して伝えられた。そのせいで、レーダーへの被発見率低下だけを指してステルスとか、ステルスであれば全然レーダーに引っかからない、またそうでなければステルスではない、などという非現実的な誤解が広まることになった。
ステルス機であることは第5世代ジェット戦闘機の主要な要件の一つであり、第4.5世代ジェット戦闘機でもステルス性を配慮しRCS低減を考慮した設計が見られる。

## ステルス機一覧

### 純粋ステルス型

#### 現在実用化されている有人戦闘機と無人機

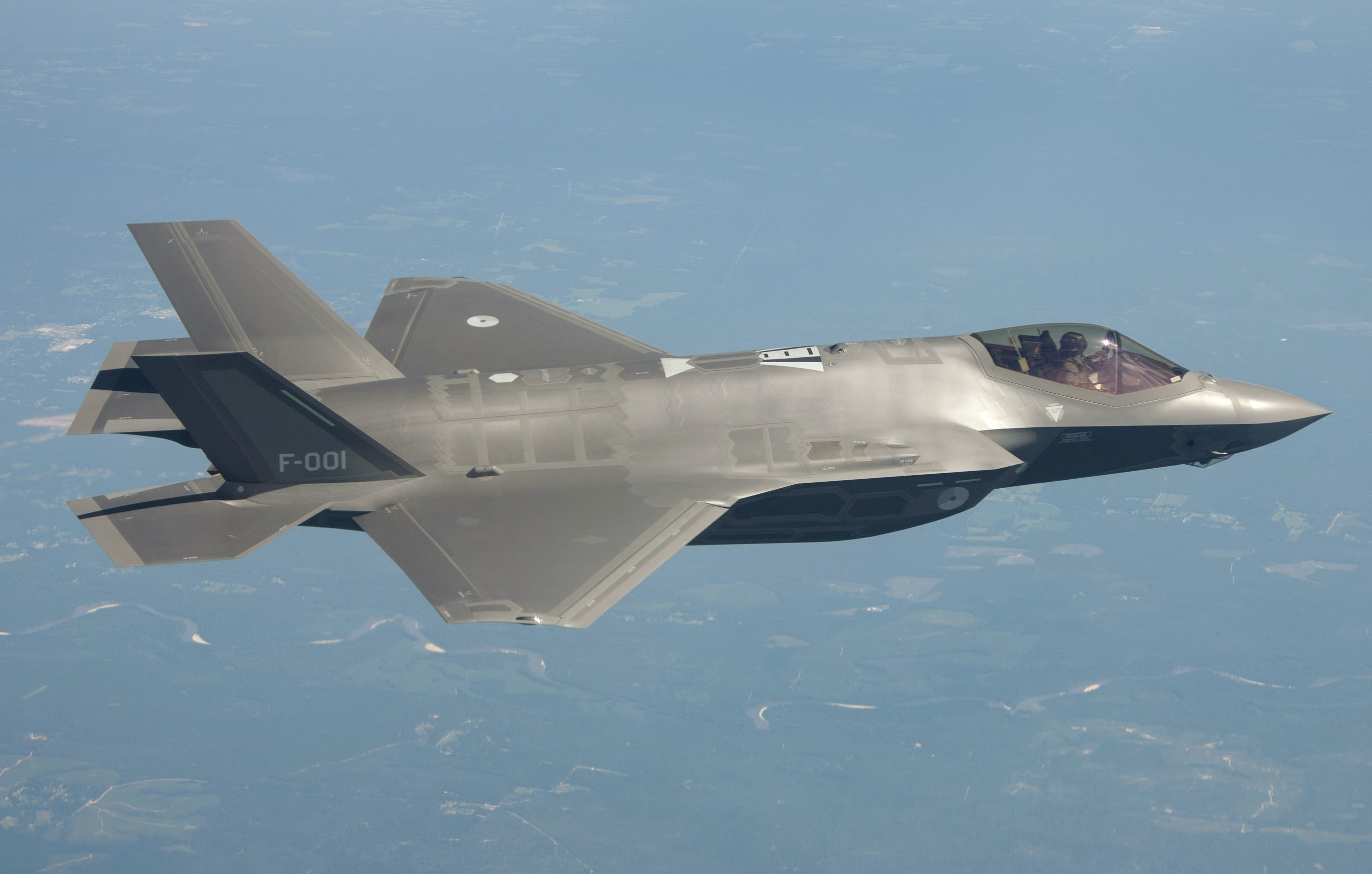
F-35
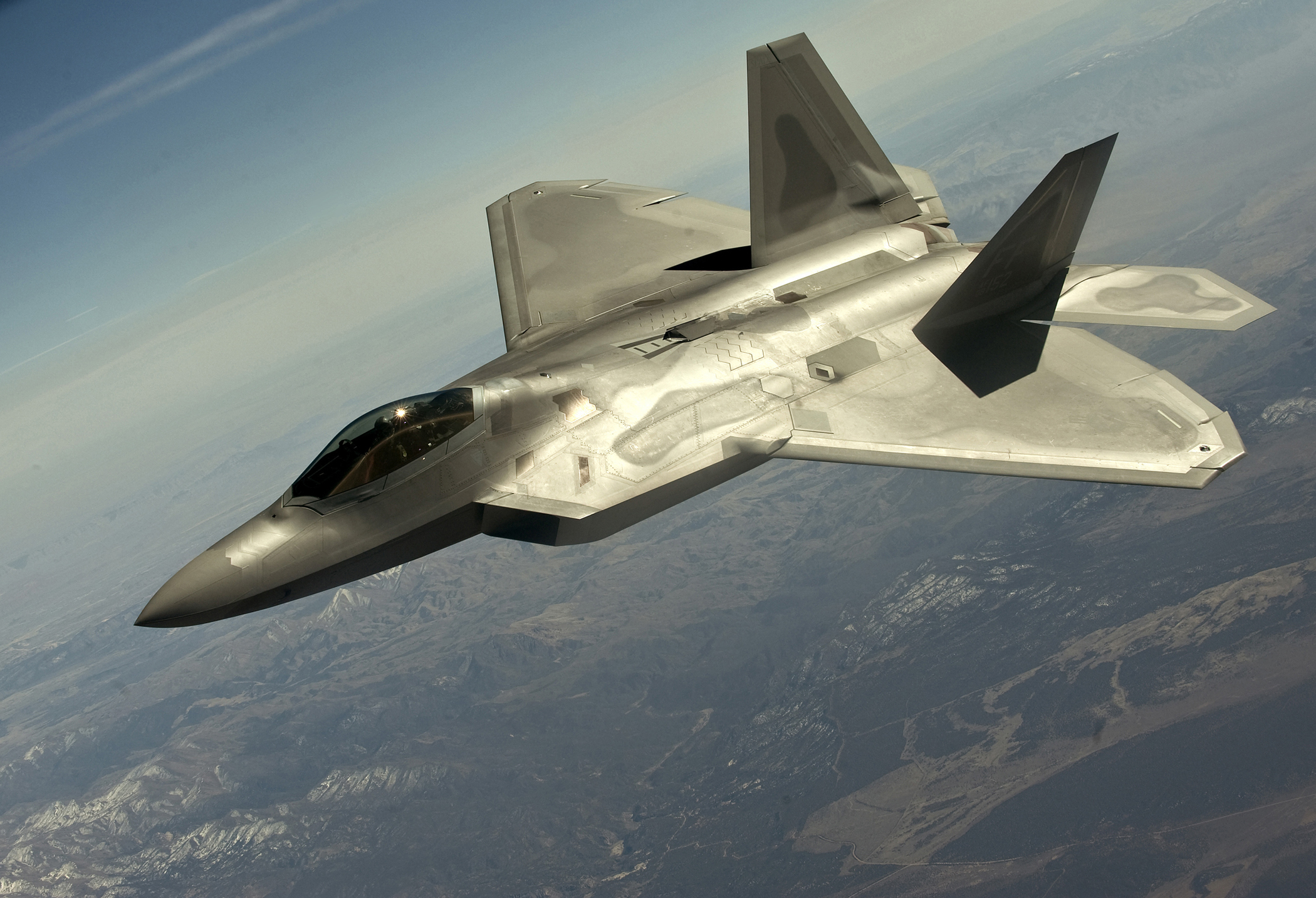
F-22
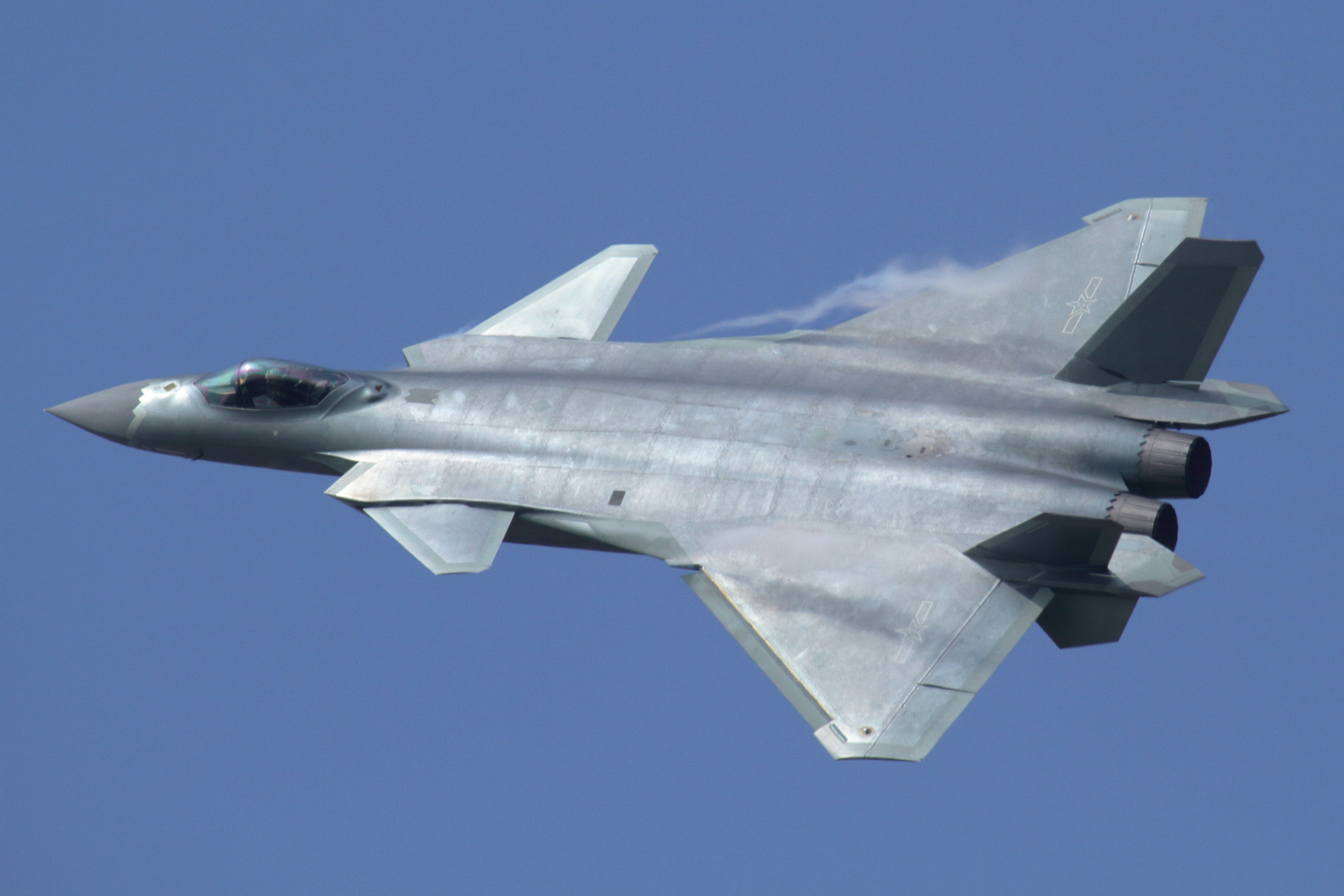
J-20
Su-57
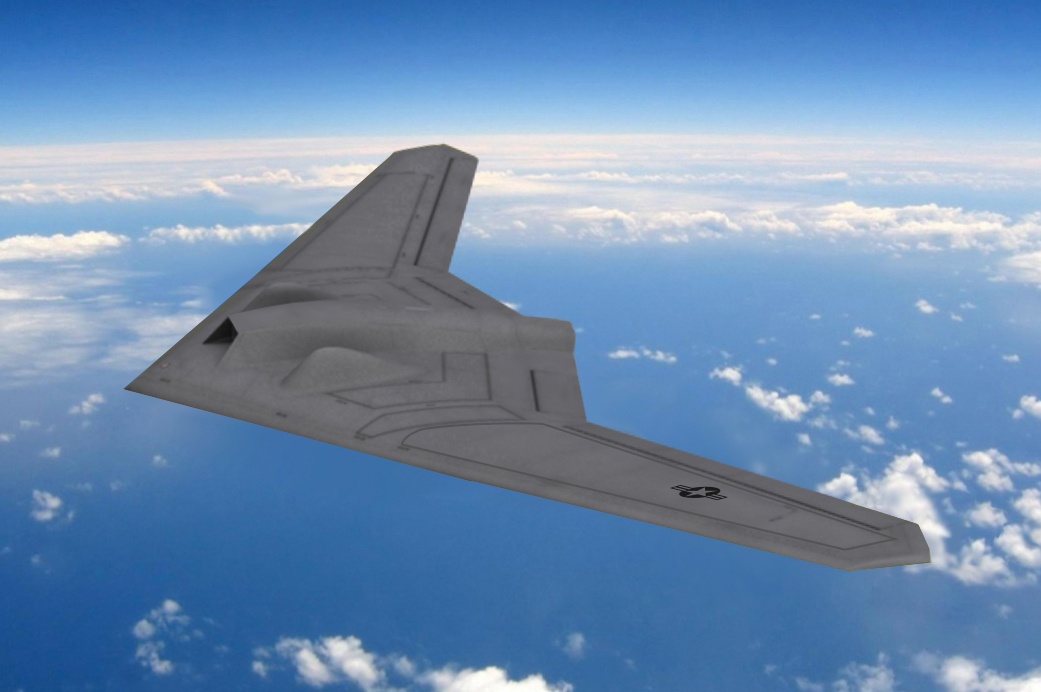
RQ-170
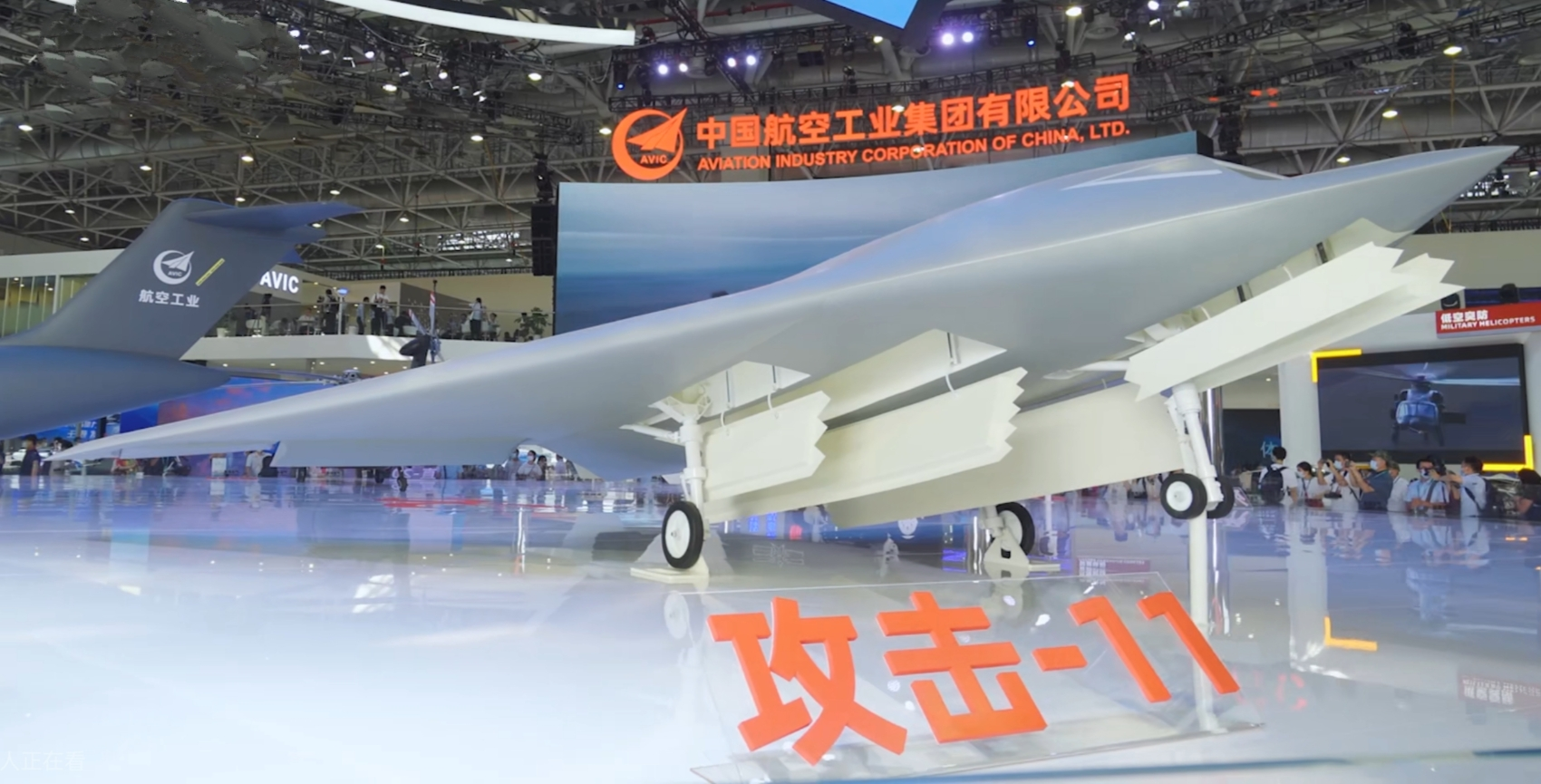
利剣

#### 現在開発中のもの
アメリカ合衆国
- F/A-XX
- 次世代制空戦闘機
- B-21
- RQ-180
- ファントム・レイ
- MQ-20
- MQ-25
- MQ-28
- RQ-170

 ロシア
- Su-75
- PAK DA
- スキャット
- FGFA
- S70 オホートニク-B

 中国
- J-31
- J-36
- H-20
- 暗剣

 イギリス
- タラニス
- テンペスト

 イラン
- ガーヘル 313
- シャファグ

 インド
- AMCA

 スウェーデン
- フリューグシステーム 2020

 トルコ
- TFX

 フランス
- ダッソー nEUROn

 日本
- 次期戦闘機

 ドイツ/ スペイン
- EADS バラクーダ

### RCS低減型

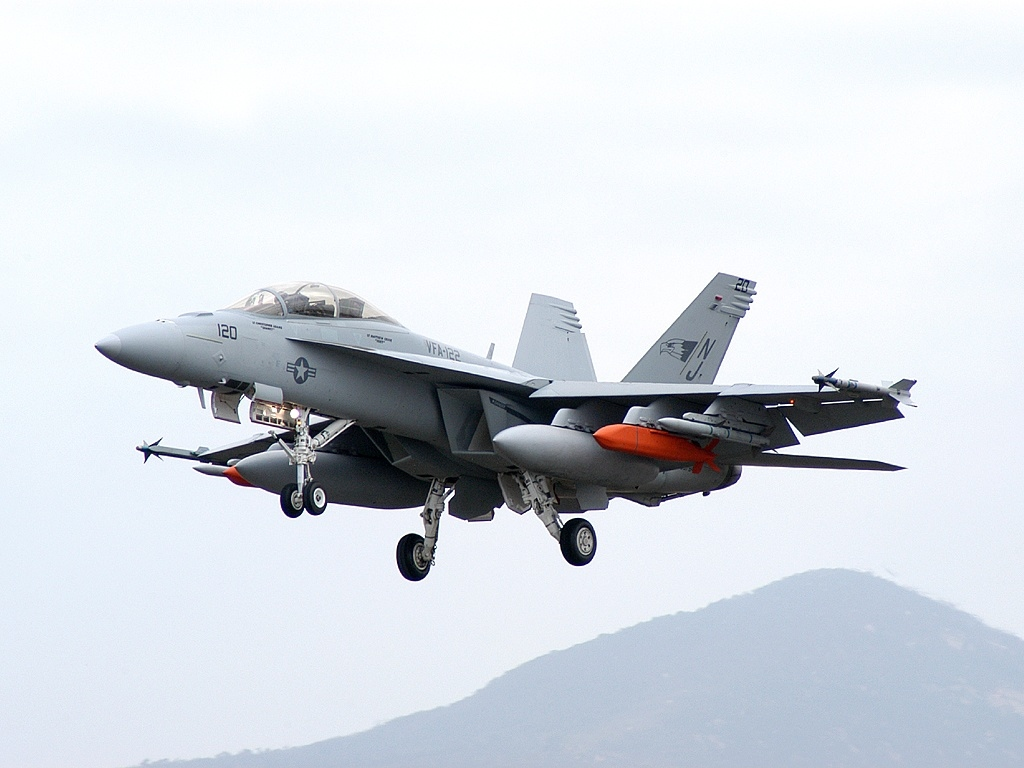
F/A-18F（2003年）
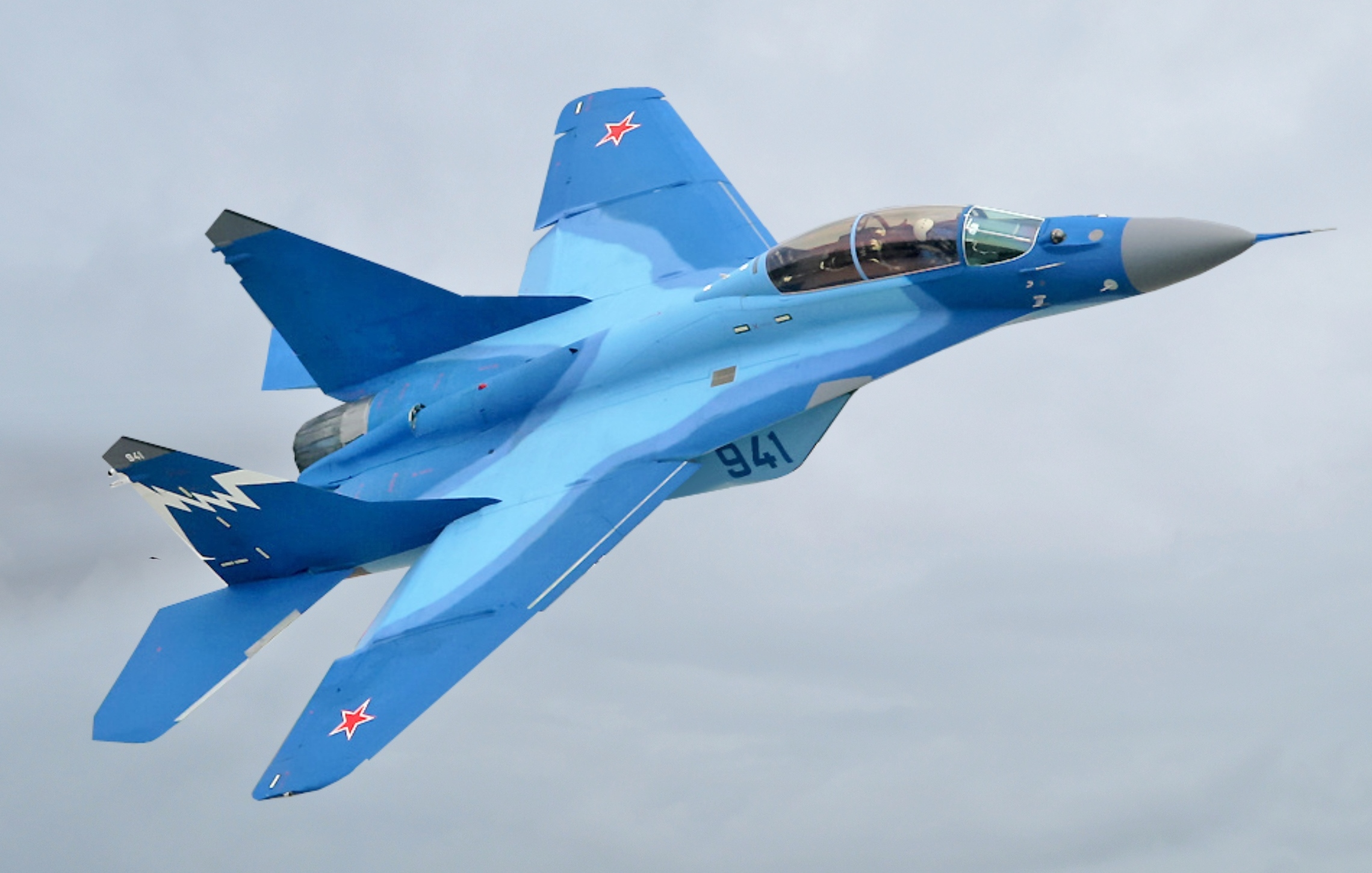
MiG-29K（2017年）
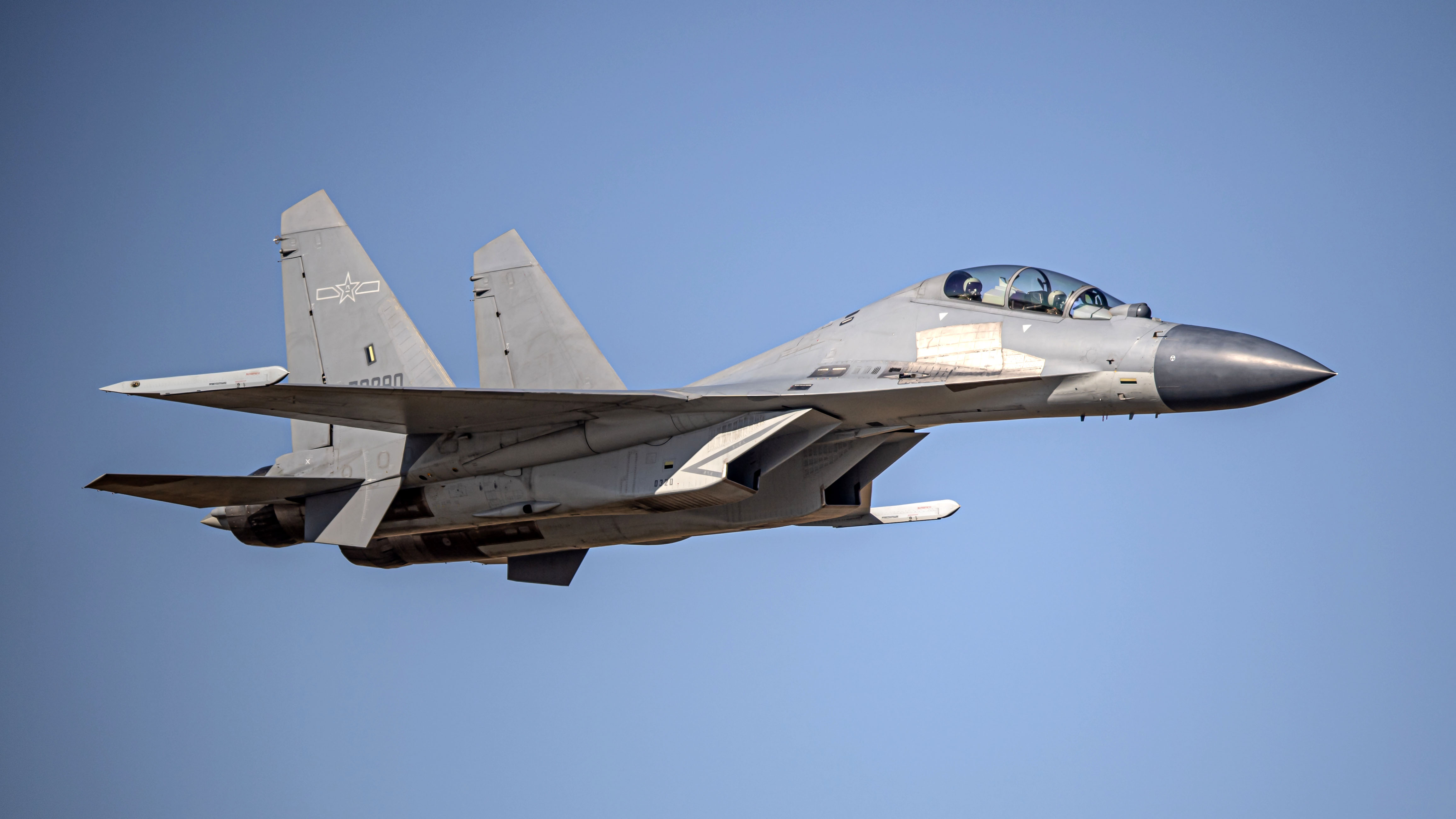
J-16（2021年）

| - 正式採用 - F/A-18E/F - EA-18G - B-1 - デ・ハビランド モスキート - Tu-160 - MiG-29K - Su-35 - J-10B - J-16 - F-2 - ラファール - ユーロファイター タイフーン - KF-21 | - 試作機のみ - Ho 229 - YB-35 - YB-49 - Su-47 - 1.44 | - 計画のみ - F-15SE |